# Chrysler Aspen
O Aspen é um utilitário esportivo de porte grande da Chrysler.